# Sport Club Ulbra Ji-Paraná
L'Sport Club Ulbra Ji-Paraná fou un club de futbol brasiler de la ciutat de Ji-Paraná a l'estat de Rondônia.

## Història
L'Sport Club Ulbra Ji-Paraná fou fundat per la Universidade Luterana do Brasil de Ji-Paraná l'1 d'abril de 2005. El seu primer èxit fou el campionat estatal de Segona Divisió del mateix 2005. A continuació guanyà el Campionat rondoniense en tres temporades consecutives, 2006, 2007 i 2008. Va batre el Vilhena el 2006, el Jaruense el 2007, i novament el Vilhena el 2008. El club es va desfer el setembre de 2008, per la impossibilitat de trobar patrocinadors.

## Palmarès
- Campionat rondoniense:
  - 2006, 2007, 2008

- Campionat rondoniense de Segona Divisió:
  - 2005

## Estadi
El club disputava els seus partits com a local a l'Estadi Municipal José de Abreu Bianco, conegut com a Biancão, amb una capacitat màxima per a 4.400 espectadors, essent inaugurat el 23 de juny de 2002.